# Гуарарапис
Гуарарапис (порт. Guararapes) — муниципалитет в Бразилии, входит в штат Сан-Паулу. Составная часть мезорегиона Арасатуба. Входит в экономико-статистический микрорегион Арасатуба. Население составляет 30 435 человек на 2006 год. Занимает площадь 256,07 км². Плотность населения — 31,8 чел./км².

## История
Город основан 8 декабря 1928 года.

## Статистика
- Валовой внутренний продукт на 2003 составляет 568.144.908,00 реалов (данные: Бразильский институт географии и статистики).
- Валовой внутренний продукт на душу населения на 2003 составляет 19.126,24 реалов (данные: Бразильский институт географии и статистики).
- Индекс развития человеческого потенциала на 2000 составляет 0,802 (данные: Программа развития ООН).